# Eduardo Rodríguez-Losada Rebellón
Eduardo Rodríguez-Losada Rebellón   (la Corunya, 2 de març de 1886 - 2 de novembre de 1973) va ser un arquitecte i compositor gallec. Losada és el cas del compositor aficionat, el vincle del qual amb la música és vocacional, ja que la seva professió era la d'arquitecte.

## Biografia
Era fill del coronel d'Artilleria Camilo Rodríguez-Losada y Ozores, fundador de les escoles populars gratuïtes de la Corunya i de Felipa Rebellón i Vázquez.
Es va casar amb Maria Trulock Bertorini a Vilagarcía el 15 d'octubre de 1913, amb qui va tenir deu fills. El 4 de març de 1914 va ser nomenat arquitecte de la província de La Corunya (inicialment provisional), amb 3.000 pessetes de sou. També va ser tresorer de la Societat Filharmònica de la Corunya, membre de l' Orfeó El Eco i president del Col·legi d'Arquitectes de Galícia. Dins el 1918 van dissenyar un projecte de "reforma i ampliació de la vila" de Muxía. El 1928 va ser nomenat president del "Club de Futbol EMDEN", llavors el segon club de futbol més important de la Corunya. El 2 de maig d'Acadèmic, 1941 va ser nomenat membre de la secció d'arquitectura de la Acadèmia de Nostra Senyora del Rosari i més tard, el 28 de novembre de 1954, Acadèmic d'Honor.
Les seves obres originals van ser donades pels seus fills a la Real Academia Nuestra Señora del Rosario de la Corunya. També es poden trobar còpies a la Fundació March, a la Societat d'Autors i a la Propietat Intel·lectual.

## Obra musical
Atesa la seva llarga vida, el compositor va mantenir un particular eclecticisme, que impregna tota la seva producció, sobretot el gran format orquestral, amb partitures com El gnomo, el títol del qual evoca el poema simfònic Los gnomos de la Alhambra del Chapí més alhambrista.
Són especialment destacades les seves quatre simfonies i el Concert per a piano i orquestra, tot i que si per a qualsevol gènere musical se’l recorda especialment, és l'òpera, en què va utilitzar llegendes i fets històrics de Galícia com a base argumental. És el cas de l'òpera O Mariscal, un drama estrenat al Teatre Tamberlick de Vigo el 1929, amb text d'escriptors i polítics gallecs Antón Villar Ponte i Ramón Cabanillas Enríquez.

## Òperes
- El Monte de les ánimas[14] (original de G. A. Bécquer. Vers de Núñez de Cepeda; 1927). Llançament i dirigida per l'autor el 6 de maig de 1927 al Teatre Rosalía de Castro, i es mostren en el Teatre Principal de Santiago a 22 de maig de 1927.[15]
- O Mariscal (llibre en gallec de Ramón Cabanillas i Antón Vilar Ponte; 1929). Estrenada i dirigida per l'autor el 31 de maig de 1929 al Teatre Tamberlick de Vigo.
- Ultreya! (llibre d'Armando Cotarelo; 1935). Estrenada el 12 de març de 1935 al Teatro de La Zarzuela de Madrid.
- El gran teatro del mundo (llibre de Calderón de la Barca). Hi ha un esborrany per a veu i piano. No publicat.

## Poemes simfònics
- El diabló mundo (ballet; coreogràfic. Autògraf)
- El miserere (sobre textos de Gustavo Adolfo Bécquer. Autògraf)
- Los Caneiros (impressió simfònica. Autògraf; 1946). Interpretada el 17 de novembre de 1946 per l'Orquestra Simfònica de Bilbao dirigida per Jesús Arámbarri al Teatre Buenos Aires de Bilbao.
- El Gnogmo (sobre una llegenda de Gustavo Adolfo Bécquer. Autògraf; 1925). Estrenada el 8 de maig de 1925 per l'Orquestra Simfònica de Madrid, dirigida per Enrique Fernández Arbós al Teatre Rosalía de Castro de la Corunya.
- La Santa Compaña (al llibre de Rey de Viana; autògraf; hi ha una reducció per a piano i esborrany).

## Simfonies
- Simfonia en Sol menor (autògraf; hi ha una transcripció de dos pianos en manuscrit)
- Symphony in A minor (autògraf, 1949). Estrenada el 4 de desembre de 1949 per l'Orquestra Municipal de la Corunya i dirigida per Rodrigo A. de Santiago al Teatre Rosalía de Castro.
- Simfonia en menor quantitat (autògraf).
- Simfonia en minúscula (autògraf).
- Concert per a piano i orquestra en pla b (autògraf). Estrenada el 29 de maig de 1955 per l'Orquestra Simfònica Municipal de la Corunya i dirigida per Rodrigo A. de Santiago. Pianista Pilar Cruz. Al Teatre Rosalía de Castro de la Corunya.

## Música de cambra
- Colección de 9 cuartetos
- Coleccion de 3 tríos; O nº 1 estreado o 26 de xaneiro de 1948 na Escola Naval da Coruña. Violín: Horacio Rodríguez Nache. Violoncello: José Béjar. Piano: Pilar C. Rodríguez Nache. Violoncello José Béjar e Piano Pilar Cruz.
- Preludio en Sol mayor para dos violines y piano. Adicado á súa filla Carmen Losada-Trulock
- 4 sonatas para piano.

## Enregistraments
- (conservats a l'arxiu sonor de Ràdio Nacional d'Espanya)
- Trio en Sol menor (2 de febrer de 1971)
- Trio en re menor (3 de desembre de 1969; Intèrprets: Isabel Picaza, Eduardo Hernández Asiaín i Carlos Baena Intèrprets: Isabel Picaza, Eduardo Hernández * Asiaín i Carlos Baena)
- Trio en re menor (11 de novembre de 1972; Intèrprets: Ana Mª Gorostiaga, Carlos Baena i Eduardo Hernández Asiaín.
- Quartet en re menor (13 de novembre de 1972)
- Quartet en re menor (24 d'abril de 1974; Intèrprets: RTVE Classical Quartet)

## Obra arquitectònica

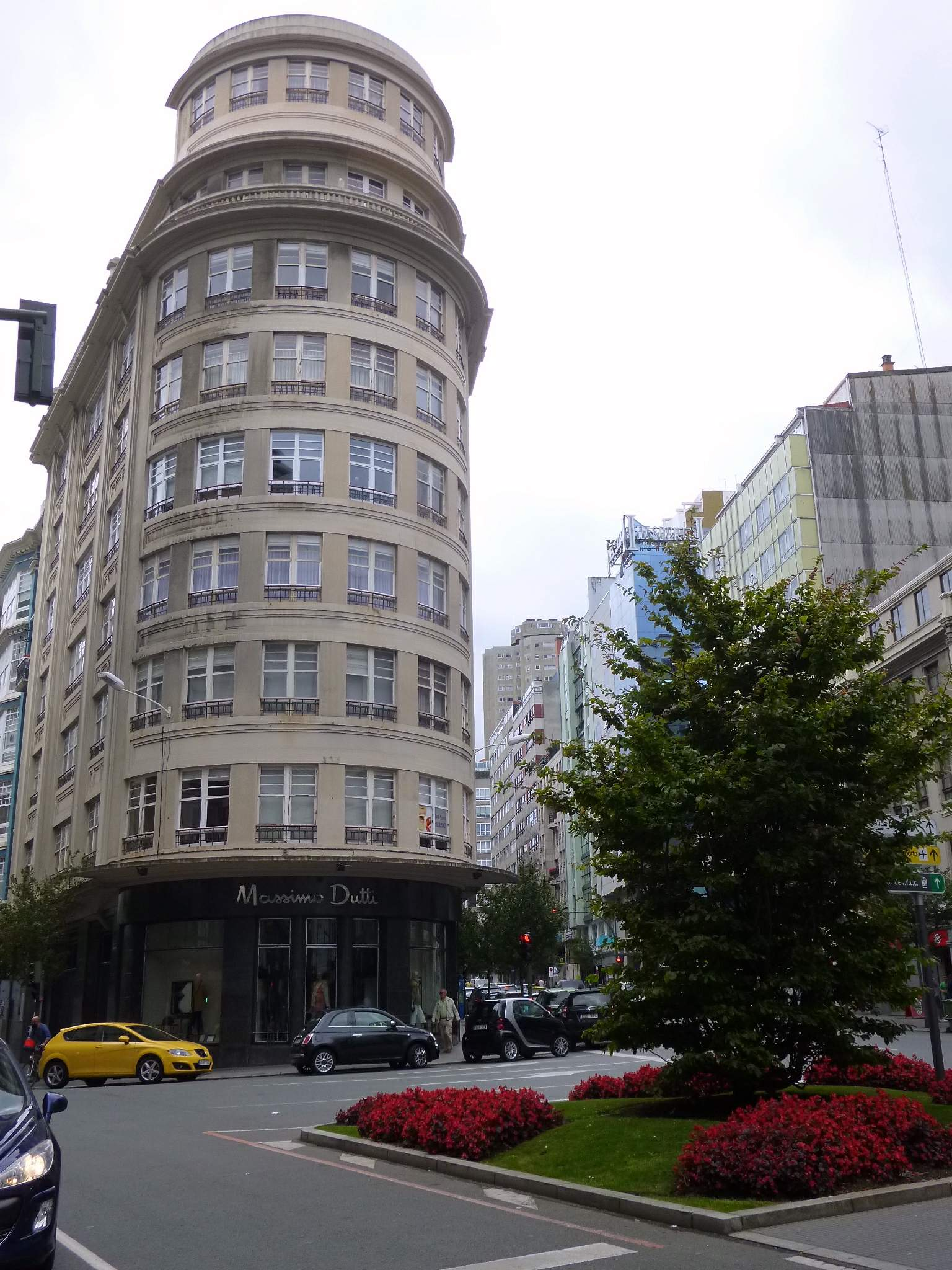
Edifici d'Coruña

Rodríguez-Losada va formar amb Pedro Mariño i Leoncio Bescansa el grup d'arquitectes que van desenvolupar l'eclecticisme arquitectònic a la ciutat de la Corunya. També va ser part de la societat que va impulsar la construcció de la Ciutat Jardí, que va dissenyar la "Vila Felisa," en què vivia amb la seva família entre 1924 i 1939.
Entre els nombrosos edificis que va dissenyar a la ciutat de la Corunya hi ha el xalet Escudero (1913), la Casa Cortés (1918), la casa Escariz a la plaça de Pontevedra (1927) i la universitat notarial (1927-1932). El març de 1928 va presentar un projecte per a la construcció del nou Hospici Provincial als terrenys de la Granja Experimental de la Corunya i l'abril de 1929va ser designat per l'Ajuntament de la Corunya per dur a terme el "projecte d'execució de les obres de la platja i les andanes al balneari de Riazor".
Fora de la ciutat va dissenyar l'edifici José Carrera de Corcubión. (1924).